# Stefan-Zweig-Platz (Salzburg)

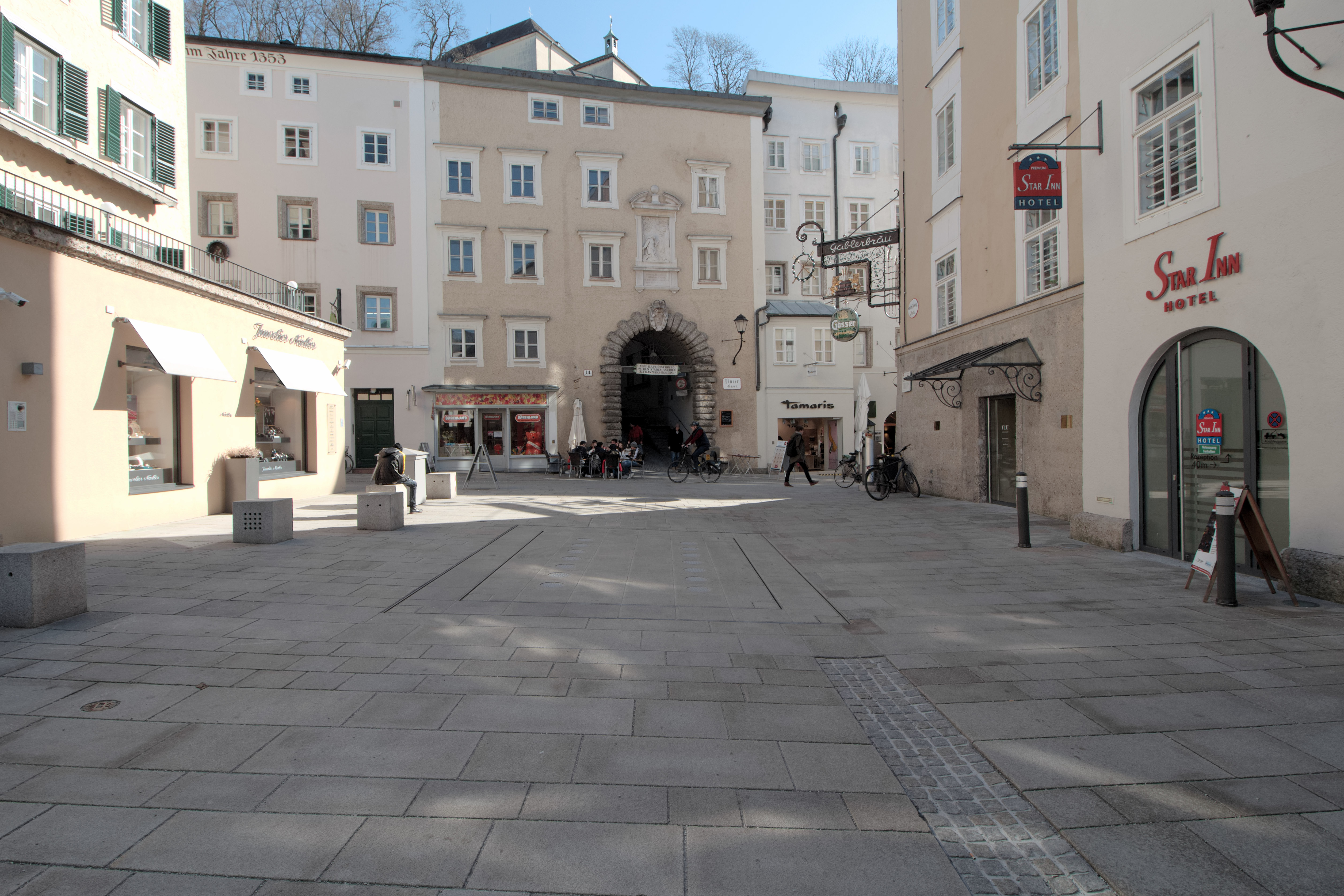
Stefan-Zweig-Platz in Salzburg

Der Stefan-Zweig-Platz, vormals Cornelius-Reitsamer-Platz, ist ein öffentlicher Platz in der Altstadt von Salzburg und offiziell seit 21. Februar 2019 nach dem österreichischen Schriftsteller Stefan Zweig (1881–1942) benannt.

## Lage und Gebäude

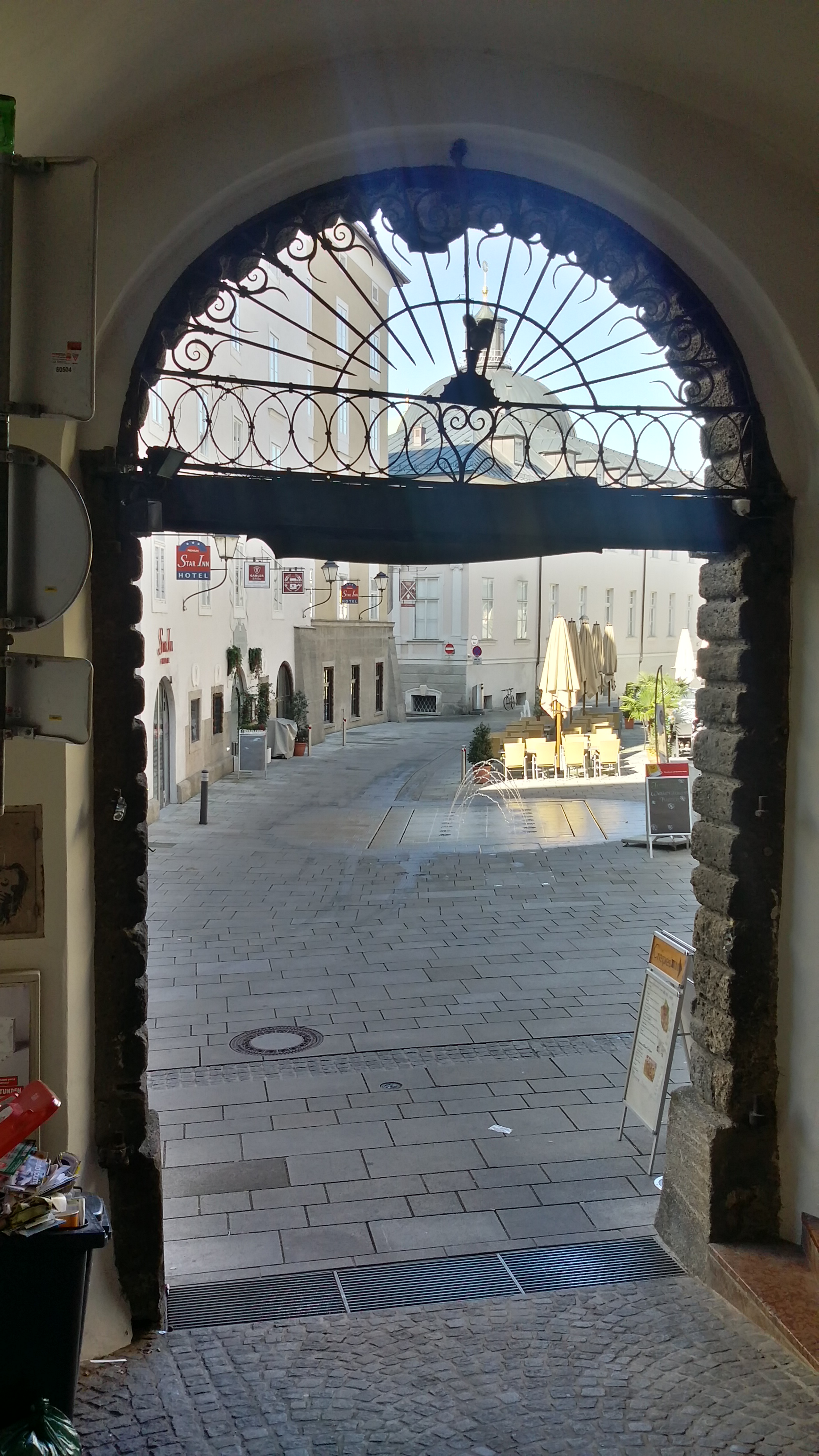
Blick von der Franziskuspforte auf den Platz

Der Stefan-Zweig-Platz befindet sich in der rechten Altstadt von Salzburg. Er ist die südliche Verbreiterung der Priesterhausgasse von der Richard-Mayr-Gasse bis zur Linzer Gasse und befindet sich damit in dem als Fußgängerzone ausgewiesenen Bereich. Der Platz nimmt eine Fläche von rund 40 × 15 Meter ein. Es gibt keine Gebäude mit der Postadresse Stefan-Zweig-Platz, die anliegenden Häuser haben Adressen Priesterhausgasse und Linzer Gasse.

### Linzer Gasse 14
An der Südseite des Platzes befindet sich das Haus Linzer Gasse 14 mit der Franziskuspforte, bei welcher der Aufgang zum Kapuzinerkloster auf dem Kapuzinerberg beginnt. Dieser Weg ist bereits seit 1956 als Stefan-Zweig-Weg benannt und führt seit 1996 vom Kloster weiter über den Kapuzinerberg bis zum Franziskischlössl. In dem am unteren Teil dieses Weges gelegenen Haus Kapuzinerberg 5 (Paschinger Schlössl, heute auch Stefan-Zweig-Villa genannt) hatte Stefan Zweig während seines Aufenthalts in Salzburg von 1919 bis 1934 gelebt.

### Gablerbräu

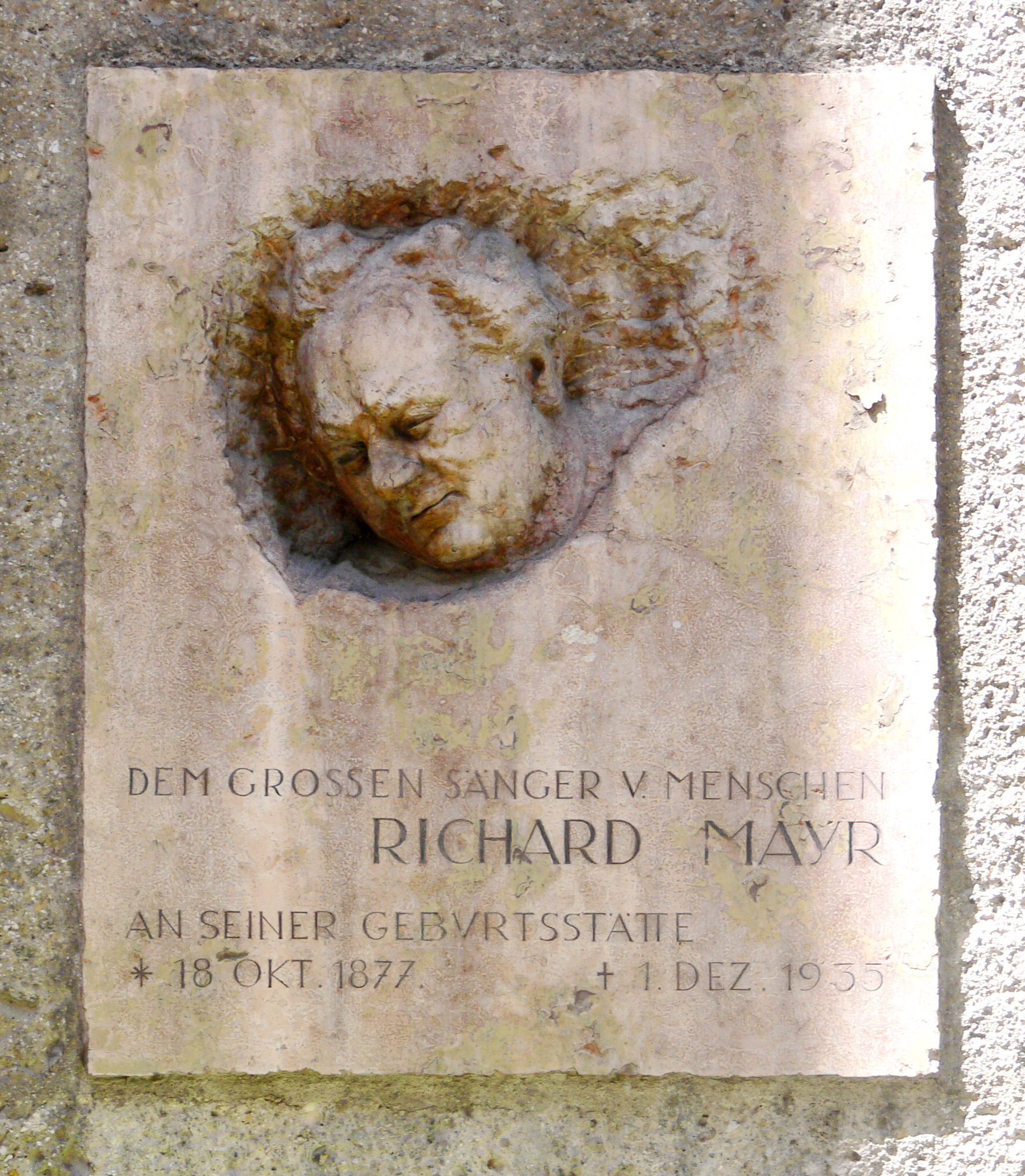
Gedenktafel für Richard Mayr

Dieses Gasthaus wurde um 1400 als „Stainhaus peym Ostertor“ genannt, nachdem dort die befestigte Stadt mit dem Ostertor in der Linzer Gasse endete. 1408 wird es zudem bereits als „prewhaus“ bezeichnet, also als Bräuhaus und Wirtshaus. Um 1685 ist dabei erstmals der Name Gablerbräuhaus bekannt. Vermutlich ist der Name des Hauses aber älter. Unter einem „Gabler“ war einst ein (Stiegen-)Bräuer zu verstehen. Die Adresse des Hauses ist heute die Linzer Gasse.
Im 19. Jahrhundert kam der Gasthof in den Besitz der Familie Mayr, die nach 1881 im Rauchenbichlerhof wohnte. Bekanntestes Familienmitglied ist der Opernsänger Richard Mayr, der als Solist an der Wiener Hofoper und bei den Salzburger Festspielen wirkte. Weltberühmt wurde er in der Rolle des Ochs von Lerchenau im Rosenkavalier von Richard Strauss. An seinem Geburtshaus erinnert eine Gedenktafel mit Reliefporträt an den Sänger: „Dem großen Sänger und Menschen Richard Mayr. An seiner Geburtsstätte. – * 18. Okt. 1877; † 1. Dez. 1935 (Wien).“ Auch die an der Nordseite des Stefan-Zweig-Platzes abgehende, kurze Richard Mayr-Gasse wurde zu seinen Ehren benannt.

## Geschichte

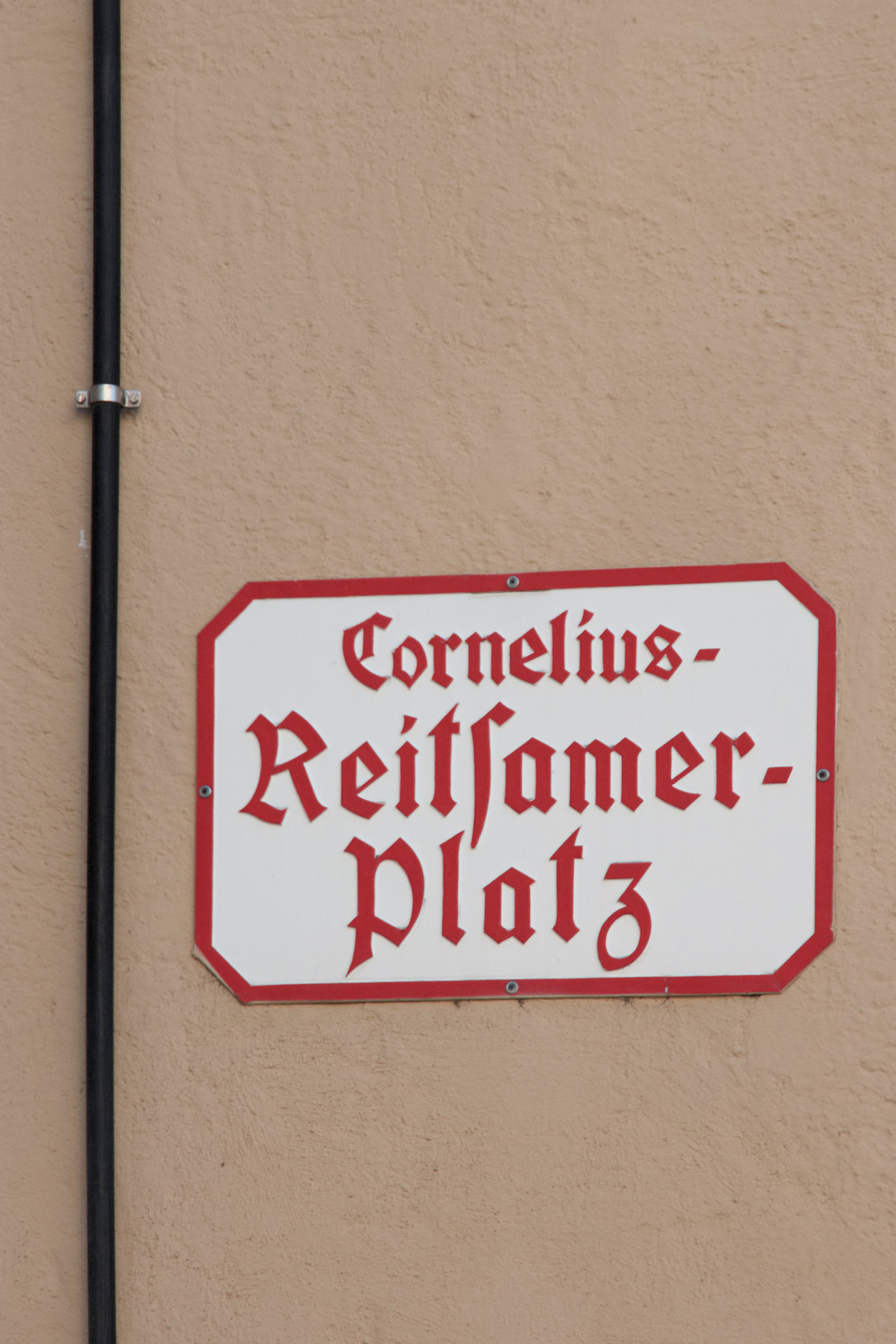
Vormals angebrachtes Straßennamenschild

Der erweiterte südliche Bereich der Priesterhausgasse wurde ursprünglich Schmidgasse bezeichnet, der närdliche Pfaffengasse. Seit 1955 war der Platz dann nach Cornelius Reitsamer (* 1857 in Villach; † 1930 in Salzburg) als Cornelius-Reitsamer-Platz benannt. Reitsamer war Goldschmied und daneben in Salzburg langjähriger Kommandant der örtlichen Freiwilligen Feuerwehr sowie Branddirektor der Stadt gewesen. 1920 hatte er für seinen Ausbau des Feuerlöschwesens in der Stadt die Salzburger Ehrenbürgerschaft erhalten.
Forderungen nach der Benennung eines öffentlichen Bereichs in der Stadt Salzburg nach Stefan Zweig waren mehrfach an die Stadtregierung herangetragen worden, unter anderem von Klemens Renoldner, dem ersten Leiter des Stefan Zweig Centres, und Marko Feingold, dem Präsidenten der Salzburger Israelitischen Kultusgemeinde. Auch gab es den Vorschlag, die zentrale Staatsbrücke in Stefan-Zweig-Brücke umzubenennen. Diese Forderungen stehen auch im Kontext zu anderen Verlangen nach öffentlichen Gedenkobjekten in Salzburg, die in engerem oder weiteren Bezug zur Zeit des Nationalsozialismus stehen, wie etwa dem nach einem Mahnmal an die Salzburger Bücherverbrennung 1938. Denn Stefan Zweig war in Salzburg als jüdischer Mitbürger angefeindet worden, sodass er sich letztlich genötigt sah, am 20. Februar 1934 die Stadt zu verlassen.

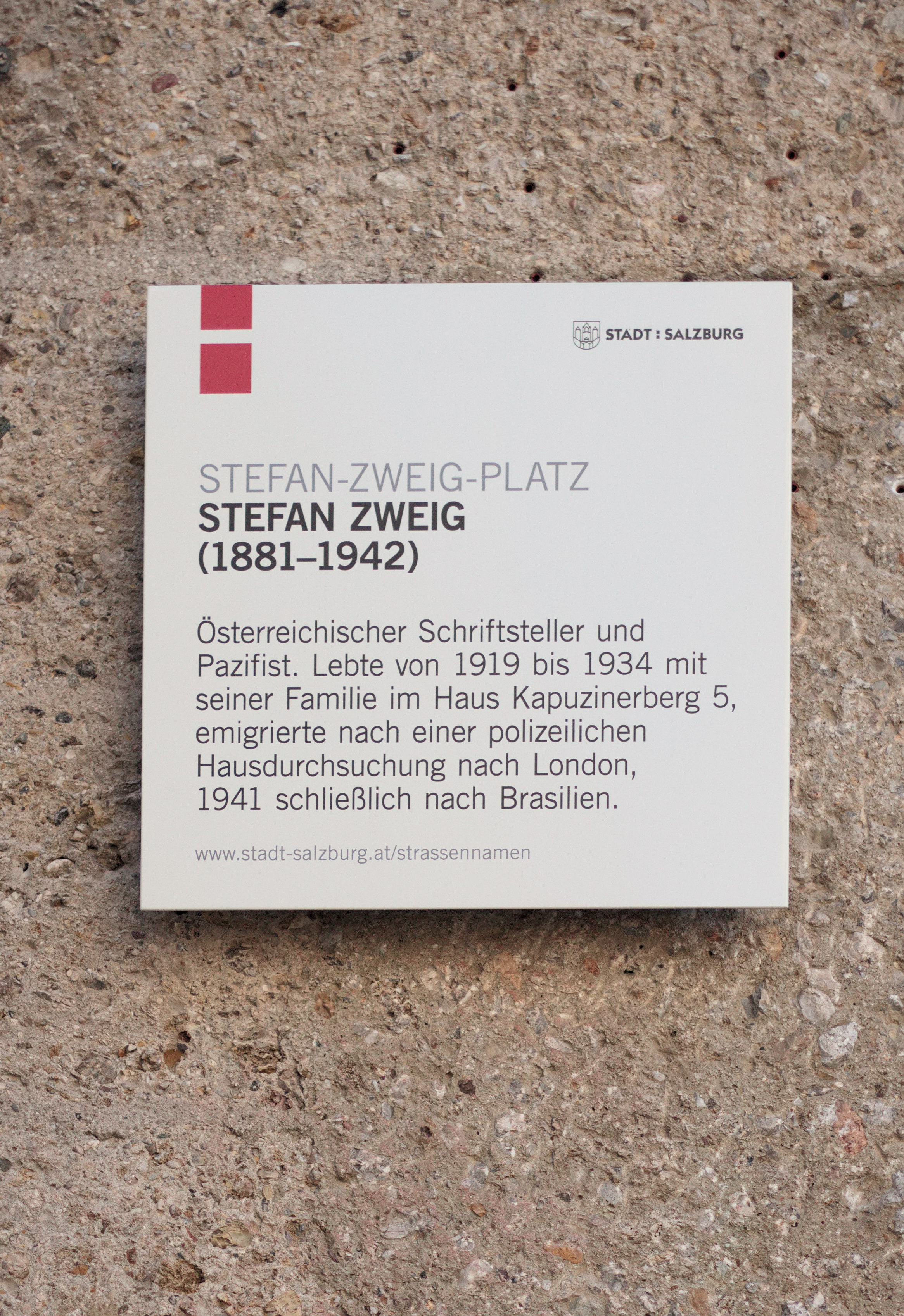
Jetzige zusätzliche Tafel mit Erläuterung zur namensgebenden Person

Am 12. Dezember 2018 fasste der Salzburger Gemeinderat den Beschluss zur Umbenennung des Cornelius-Reitsamer-Platzes, und am 21. Februar 2019, also mehr oder weniger exakt 85 Jahre nach der Emigration Zweigs, fand diese mit einem Festakt am Platz statt.
Mit der Neubenennung des Platzes nach dem Schriftsteller erhielt Cornelius Reitsamer sein weiteres Gedenken in Salzburg, indem der rund 150 Meter entfernte, bislang namenlose Durchgang durch den Bruderhof von der Linzer Gasse zur Paris-Lodron-Straße nun als Cornelius-Reitsamer-Passage firmiert. Dort war bis 1999 unter der Bezeichnung Feuerwache Bruderhof ein Löschzug der Salzburger Freiwilligen Feuerwehr untergebracht, in der Reitsamer gewirkt hatte.
Obwohl sich sowohl am Stefan-Zweig-Platz als auch am Stefan-Zweig-Weg nummerierte Häuser befinden, erhielten diese bislang keine Postadresse mit diesen Namen. Die Gebäude am Stefan-Zweig-Platz haben unverändert Hausnummern der Priesterhausgasse oder Linzer Gasse, und die am Stefan-Zweig-Weg sind nummerierte Häuser mit der Adresse Kapuzinerberg. Als Grund wird angegeben, dass Eigentümer und Anrainer eine Umbenennung ablehnen. Nach Stefan Zweig adressierte Gebäude gibt es im Land Salzburg nur in Straßwalchen und Zell am See.